# Норма права
Но́рма пра́ва (правова́я но́рма) — общеобязательное, формально определённая норма поведения, гарантируемая государством, отражающее уровень свободы граждан и организаций, выступающее регулятором общественных отношений.
Все нормы права в совокупности составляют объективное право (законодательство), а регулирующие лишь определённый круг общественных отношений — отрасль права. Внутри отраслей нормы также группируются по институтам и субинститутам.
Нормативность представляет собой общеобязательность правила для неопределенно широкого круга лиц. Формальная определённость подразумевает закрепление нормы в официальном документе.

## Признаки нормы права
Правовые нормы имеют следующие признаки:
1. Неконкретность адресата, не персонифицированный характер (в отличие от правоприменительных актов). Они регулируют типичные отношения и рассчитаны на многократное применение.
2. Общеобязательность. Нормы права обязательны для всех, кому они адресованы.
3. Конкретность содержания. Достигается простотой изложения текста нормы, а также широким использованием общеизвестных и специальных юридических терминов.
4. Формальная определённость. Нормы права, как правило, фиксируются в правовых актах государства и чётко закрепляют права и обязанности.
5. Микросистемность. Норма права выступает в виде специфической микросистемы, состоящей из таких взаимоупорядоченных элементов, как гипотеза, диспозиция и санкция.

## Структура нормы права
Классическая, идеальная норма права состоит из трёх структурных элементов — гипотезы, диспозиции и санкции (структура «Если (гипотеза), то (диспозиция), иначе (санкция)»). Применимость норм права достигается при условии наличия взаимосвязи: норм, фиксирующих наличие юридического факта; норм, фиксирующих разнообразие процесса применения; норм права, фиксирующих процессы использования и исполнения наказания.
Гипотеза (если…) — часть правовой нормы, указывающая на конкретные жизненные обстоятельства, при наличии или отсутствии которых реализуется данная норма права. Гипотеза не только содержит желаемое государством правило поведения субъектов права, но и описывает эти обстоятельства, придает им значение юридического факта.
- Простая гипотеза предполагает какое-то одно условие, через которое реализуется юридическая норма.
- Сложная гипотеза связывает действие нормы с наличием двух или более условий. Разновидность сложной гипотезы — альтернативная: для вступления нормы права в действие достаточно одного из перечисленных в ней фактических обстоятельств.

В зависимости от формы выражения выделяют также гипотезы абстрактные и казуистические.
- Абстрактная гипотеза (наиболее распространённая) указывает на условия действия нормы, акцентирует внимание на их общих, родовых признаках. Это способствует разумным пределам объёма и стабильности нормативного материала.
- Казуистическая гипотеза связывает реализацию юридической нормы, возникновение, изменение или прекращение основанных на ней правоотношений с отдельными, строго определёнными частными случаями, которые трудно или невозможно отразить с помощью абстрактной гипотезы.

Диспозиция (то…) — часть нормы права, которая формулирует правило правомерного поведения, либо признаки неправомерного поведения. В гражданском праве и в ряде других регулятивных отраслей диспозиции выступают в виде правил правомерного поведения. В уголовном праве и других правоохранительных отраслях большинство диспозиций содержит признаки запрещенных деяний. По способу описания различают диспозиции простые, описательные, бланкетные и отсылочные.
- Простая диспозиция содержит указание на совершенное деяние без описания его признаков, так как они достаточно очевидны. Например, закон не характеризует признаки преступления, если речь идет о предельно ясном деянии.
- Описательная диспозиция содержит признаки правомерного, либо неправомерного поведения. Например, закон характеризует кражу как: а) незаконное, б) безвозмездное, в) изъятие, г) чужого имущества, д) совершенное тайным способом.
- Отсылочная диспозиция вместо описания признаков деяния содержит ссылку на другую норму того же нормативного акта, например, при характеристике квалифицированного преступления, законодатель ссылается на признаки, указанные в ч. 1 уголовно-правовой нормы.
- Бланкетная диспозиция содержит ссылку на другой нормативный акт, либо указывает на незаконность действий и таким образом отсылает правоприменителя к соответствующему закону.

Санкция (иначе…) — элемент юридической нормы, который указывает на правовые последствия несоблюдения требований, установленных в диспозиции правовой нормы, неблагоприятные для правонарушителя (меры государственного принуждения, меры юридической ответственности, наказания).
В теории права существует подход, согласно которому норма права состоит только из гипотезы и диспозиции. Санкция в этом случае представляет собой диспозицию нормы права, гипотеза которой — несоблюдение диспозиции другой нормы права.
По степени определённости санкции подразделяются на:
- абсолютно определённые — категорическое значение санкции;
- относительно определённые — орган, применяющий норму, может применять различные варианты в пределах санкций (например, от 3 до 15 лет лишения свободы);
- альтернативные — правоприменительным органам представлено право по своему усмотрению определить наиболее целесообразный вид ответственности (либо штраф, либо лишение свободы) (неопределённые санкции для современного права не характерны).

Правовые нормы не всегда содержат в себе все элементы. Например, нормы, определяющие полномочия, состоят только из диспозиции.

## Изложение правовых норм в нормативных актах
Нормы права, как правило, излагаются в нормативных правовых актах, причём норма права может содержаться в нормативных правовых актах разного уровня и регулирующих различные по своей сути области права, и не совпадать со статьёй одного нормативного правового акта. В связи с чем норма права и статья нормативного акта как правило не тождественны. Норма права — правило поведения, состоящее из гипотезы и санкции, а статья законодательного акта — форма выражения государственной воли, средство воплощения нормы права. Также нормы права могут излагаться в правовых (санкционированных) обычаях и в судебных прецедентах.
Норма права, будучи содержанием, по-разному соотносится со статьёй нормативного акта, выступающей в качестве её формы.
Излагая правило поведения, законодатель может:
- все три элемента логической структуры нормы права включить в одну статью нормативного акта;
- в одну статью нормативного акта включить несколько правовых норм;
- элементы нормы права изложить в нескольких статьях одного и того же нормативного акта;
- элементы нормы права изложить в нескольких статьях различных нормативных актов.

Существуют три основных способа изложения элементов норм права в статьях нормативных правовых актов:
1) прямой (элемент нормы права прямо излагается в статье);
2) бланкетный (элемент нормы права выражен в самой общей форме, отсылая к другим нормативным правовым актам (без указания на конкретную норму, где можно найти недостающие сведения), к определённым отраслям права и даже к «действующему законодательству» (при бланкетном изложении элемента нормы права он остаётся неопределённым));
3) отсылочный (элемент нормы права полностью не излагается, вместо этого содержится отсылка на конкретную статью того же нормативного правового акта).

## Классификации норм права
- По юридической силе содержащего нормы акта: нормы международно-правовых актов, законов, подзаконных актов (например, указов, постановлений) и др. Юридическая сила акта позволяет выстроить определённую иерархию правовых норм и определить, какая из них будет применяться при противоречии норм друг другу.
- По отраслям права: нормы конституционного, гражданского, жилищного, семейного, налогового, трудового, административного, уголовного права, экологического права и т. д.
- По форме предписания: императивные (категорические) и диспозитивные. Императивные нормы не предполагают возможность отклонения от установленных требований (гражданин Российской Федерации не может быть лишен своего гражданства или права изменить его), диспозитивные же допускают регулирование отношений сторонами и применяются лишь в дополнительном (субсидиарном) порядке, когда стороны своим соглашением не установили иное (если договором купли-продажи не предусмотрена рассрочка оплаты, покупатель обязан уплатить продавцу цену переданного товара полностью).
- По форме предписываемого поведения: управомочивающие, обязывающие (предписывающие) и запрещающие. Управомочивающие нормы предоставляют субъекту права возможность выбора: он может действовать определённым образом или воздержаться от таких действий (осуждённый к лишению свободы вправе получать и отправлять за счёт собственных средств письма и телеграммы без ограничения их количества). Обязывающие нормы устанавливают предписание субъекту сделать что-либо (каждый обязан платить установленные налоги). Запрещающие нормы, напротив, устанавливают недопустимость какого-либо действия (не допускается односторонний отказ от договора, за исключением установленных законом случаев).
- По кругу лиц (сфере действия): общие и специальные. Общие нормы распространяются на всех лиц, проживающих в данной местности (стране, регионе), специальные — на отдельные категории лиц (государственные служащие, студенты, военные и т. п.)
- По времени действия: постоянные и временные. Постоянные нормы действуют без ограничения определённым сроком, то есть до их официальной отмены, временные — в пределах определённого промежутка времени.
- По сфере действия: общие и местные. Общие нормы распространяются на всю территорию государства, местные действуют в отдельных территориальных единицах.

Существуют также «специализированные нормы», которые направлены не на регулирование отношений между субъектами, а помогают в этом другим нормам. К специализированным нормам относятся:
- дефинитивные — содержат определения юридических понятий;
- декларативные — содержат правовые принципы, цели и задачи;
- оперативные — отменяют нормативно-правовые акты, продлевают срок их действия, изменяют время или сферу их действия и т. д.
- коллизионные — решают противоречия между нормами, указывают, какой нормой следует руководствоваться в том или ином случае.